# Hétérogénéité des élèves
 (juin 2022).
La mise en forme du texte ne suit pas les recommandations de Wikipédia : il faut le « wikifier ».
Les points d'amélioration suivants sont les cas les plus fréquents :
- Les titres sont pré-formatés par le logiciel. Ils ne sont ni en capitales, ni en gras.
- Le texte ne doit pas être écrit en capitales (les noms de famille non plus), ni en gras, ni en italique, ni en « petit »…
- Le gras n'est utilisé que pour surligner le titre de l'article dans l'introduction, une seule fois.
- L'italique est rarement utilisé : mots en langue étrangère, titres d'œuvres, noms de bateaux, etc.
- Les citations ne sont pas en italique mais en corps de texte normal. Elles sont entourées par des guillemets français : « et ».
- Les listes à puces sont à éviter, des paragraphes rédigés étant largement préférés. Les tableaux sont à réserver à la présentation de données structurées (résultats, etc.).
- Les appels de note de bas de page (petits chiffres en exposant, introduits par l'outil «  Source ») sont à placer entre la fin de phrase et le point final[comme ça].
- Les liens internes (vers d'autres articles de Wikipédia) sont à choisir avec parcimonie. Créez des liens vers des articles approfondissant le sujet. Les termes génériques sans rapport avec le sujet sont à éviter, ainsi que les répétitions de liens vers un même terme.
- Les liens externes sont à placer uniquement dans une section « Liens externes », à la fin de l'article. Ces liens sont à choisir avec parcimonie suivant les règles définies. Si un lien sert de source à l'article, son insertion dans le texte est à faire par les notes de bas de page.
- La présentation des références doit suivre les conventions bibliographiques. Il est recommandé d'utiliser les modèles {{Ouvrage}}, {{Chapitre}}, {{Article}}, {{Lien web}} et/ou {{Bibliographie}}. Le mode d'édition visuel peut mettre en forme automatiquement les références.
- Insérer une infobox (cadre d'informations à droite) n'est pas obligatoire pour parachever la mise en page.

Pour une aide détaillée, merci de consulter Aide:Wikification.
Si vous pensez que ces points ont été résolus, vous pouvez retirer ce bandeau et améliorer la mise en forme d'un autre article.
L’hétérogénéité des élèves  est de nos jours au cœur du système éducatif. C'est sans doute un défi pour l’enseignant, seul face à un nombre important d’élèves, qu'il doit, selon les textes officiels, apprendre à gérer. 
L’hétérogénéité est une réalité dans et en dehors de l’école. Dans l’enseignement, les textes préconisent que celle-ci soit prise en compte par l’enseignant. Elle apparaît aux yeux de certains comme une contrainte et pour les autres comme une richesse et un moteur pour le développement de l’enfant et de l’adolescent.

## Définition
Ce qui est hétérogène est « ce qui est formé d’éléments de nature différente ». Étymologie : du grec « hétéros » (autre, différent) et « genos » (famille, race, peuple).

Chaque être humain, par sa personnalité et par l’éducation qu’il a reçue, possède un caractère, des savoirs, des facultés et des désirs qui le rendent unique. À l’image de la société, la classe d’école est par nature hétérogène.
L’hétérogénéité prend plusieurs formes ; elle peut être celle :
- des sexes, depuis trente ans dans le primaire, près de quarante dans le secondaire.
- des âges, y compris au sein de la même année civile (différences de maturité notamment, entre les élèves nés en début d’année et ceux nés au dernier trimestre toujours les plus nombreux …).
- des appétences scolaires et des motivations liées entre autres, aux espoirs placés dans l’école pour réaliser son projet personnel.
- des compétences et savoir-faire dans les différents domaines de connaissance ainsi que dans les processus d’apprentissage.
- des cultures et modes de vie en liaison avec les diverses représentations de la société générées par l’appartenance familiale et sociale.

Chaque classe constitue un univers singulier où les élèves entrent avec une maturité, mais aussi un niveau, un rythme, et des désirs différents.
D’après les postulats de Burns :

Il n’y a pas deux apprenants qui progressent à la même vitesse.

Il n’y a pas deux apprenants qui soient prêts à apprendre en même temps.

Il n’y a pas deux apprenants qui utilisent les mêmes techniques d’étude.

Il n’y a pas deux apprenants qui résolvent les problèmes exactement de la même manière.

Il n’y a pas deux apprenants qui possèdent le même répertoire de comportements.

Il n’y a pas deux apprenants qui possèdent le même profil d’intérêt.

Il n’y a pas deux apprenants qui soient motivés pour atteindre les mêmes buts.

## Dans les textes
Martine Safra, inspecteur général de l'Éducation nationale, a très bien résumé ce à quoi les enseignants sont confrontés quotidiennement dans leur enseignement : « L'hétérogénéité est une réalité dans toutes les classes : les différences entre élèves, tant dans leurs acquisitions, que dans leurs stratégies scolaires constituent la norme. »
 
Depuis la mise en place du collège unique en 1975 (Réforme Haby), l’enseignant doit faire face à l’hétérogénéité des élèves. 
La loi d’orientation de 1989 (dite Jospin) préconise de mettre les élèves au centre des apprentissages. Il faut donc tenir compte de leurs particularités (niveau, rythme, maturité, handicap…).
La loi d'orientation et de programme pour l'avenir de l'école du 24-04-2005 précise que « la scolarité est obligatoire » de façon à « garantir l'acquisition et la maîtrise de connaissances et compétences du socle commun nécessaires à la réussite de la scolarisation et de la construction de l’avenir de l’élève ». Aucun élève n'est censé ignorer ce socle commun en sortie de scolarité obligatoire. 
 
Par ailleurs, la loi engage l'Éducation nationale à mieux faire respecter les valeurs de la République, mieux organiser les établissements et les enseignements, et à mieux gérer le système éducatif au sein de l’école. 
 
La loi réaffirme que l’école doit accueillir tous les élèves et intègre par conséquent l'hétérogénéité des élèves dans l’établissement et dans la classe :
- en faisant une priorité d’élever le niveau de formation des élèves et de faire réussir tous les élèves.
- en permettant de mieux garantir l'égalité des chances (parité, scolarisation des élèves handicapés, scolarisation des primo arrivants…).
- en favorisant l'insertion professionnelle des jeunes et l'emploi, avec nécessité d'une qualification à la sortie.

## Comment gérer l’hétérogénéité?

### Au sein de la classe
Pédagogie différenciée : c’est adapter les situations d’apprentissage de sorte qu’elles
puissent être profitables aux élèves (Modèle cognitiviste : en fonction de la maturité des
élèves).

Enseignement adapté au niveau des élèves : soit pour un élève seul, soit création de groupes de besoins.

Enseignement adapté au développement des élèves :
- adaptation du rythme de travail (plus lent ou plus rapide) La quantité de travail diffère, et non la nature (risque : ne pas développer un rythme efficace de travail.)
- Question de la maturité : zone proximale de développement (Vygotsky) et prérequis nécessaires à l’apprentissage visé.

Enseignement adapté aux intérêts des élèves : motivation, apprentissage fonctionnel. Pédagogie de contrat et pédagogie de projet (risque : pas de motivation = pas d’apprentissage).
Enseignement adapté aux méthodes d’apprentissage : utiliser tous les supports nécessaires (visuel, oral, auditif)
travail de groupe :
- Création de groupes homogènes (groupes de besoin) qui ont un travail à faire, mais qui est différent selon le niveau. Mise en commun avec la formation d’un nouveau groupe : chaque élève explique aux autres membres du groupe ce qu’il a fait. Exposé oral à toute la classe.
- Groupe hétérogène : privilégier le tutorat ou la discussion entre les élèves sur différentes procédures pour réinvestir des notions étudiées en classe.
- PPRE : (Programme personnalisé de réussite éducative) contrat entre l’élève, l’enseignant et les parents : l’élève s’engage, dans une durée donnée, à acquérir les compétences inscrites au contrat (de la maternelle au collège).

- Aide Individualisée : cours de soutien pour les élèves volontaires
- fiches relais : affichage de fiches du suivi pour les élèves. Tous les professeurs peuvent s’investir et prendre connaissance des difficultés de leurs élèves. Difficulté pour les professeurs de lycée de connaître les élèves : leur parcours scolaire, leur établissement d’origine…

- modules en lycée

Pédagogie inclusive
La question de la gestion de l'hétérogénéité des élèves introduit également la notion d'égalité des chances. Comment former les classes dans les écoles ? Sur quels critères se fonder pour répartir les élèves entre les écoles ? Comment offrir les meilleures opportunités d'apprentissages à tous les élèves ? Certaines recherches comme celle menée par Vincent Dupriez pour l'Institut international de planification de l'éducation soulignent l'influence de processus d'adaptation subtils et parfois involontaires de l'offre d'enseignement, qui conduisent à un enseignement inégal en fonction du niveau des groupes scolaires.

### En dehors de la classe
RASED : Réseau d’Aide Scolaire aux Élèves en Difficulté.

Parents : les mettre au courant de la situation de leur enfant pour qu’ils puissent
s’impliquer.

Afev, accompagnement scolaire

## Les limites et les contraintes de ces méthodes
L’hétérogénéité soulève de nombreuses questions depuis le collège unique où celui-ci est considéré comme une « machine à broyer ». L’élève est noyé dans la masse. 

Cette massification n’a pas su être maîtrisée. On constate la perpétuation de la ségrégation sociale et d’inégalités culturelles.

On ne se soucie pas toujours, car c’est difficile, du rythme et des particularités de chacun : tous les élèves sont « poussés » jusqu’à la troisième pour maîtriser le socle commun (pas d’orientation ni de redoublement précoce)

Les réalités du terrain sont également problématiques pour gérer l’hétérogénéité :

-manque de temps ;

-contraintes liées aux programmes scolaires ;

-manques de moyens (pas d’assistants pour les langues, rétroprojecteurs, télé, salles mal agencées…) ;

-classes surchargées (difficultés pour mettre en place un travail en binôme ou en
groupe) ;

-investissement important de l’enseignant.

Les parents ont peur que le niveau culturel baisse, ils craignent l’hétérogénéité, ils redoutent un appauvrissement des contenus disciplinaires dû aux problèmes d’organisation pédagogique, et craignent que leur enfant soit pénalisé. Pour fuir l’hétérogénéité, certains vont jusqu’à contourner la carte scolaire en choisissant des options particulières.